# General-Almirante Apraksin
El General Almirante Apraksin (en ruso: Генералъ-Адмиралъ Апраксинъ), a veces transcrito como Apraxin, fue uno de los pre-dreadnought, más tarde reclasificados como buques de defensa costera, de la clase Almirante Ushakov de la Armada Imperial Rusa. Llevaba el nombre del almirante general Fiódor Matvéievich Apraksin, el primer comandante de la flota rusa del Báltico. Fue uno de los ocho acorazados rusos pre-dreadnought capturados por la Armada Imperial Japonesa durante la Guerra Ruso-Japonesa de 1904-1905. En concreto el General Almirante Apraksin fue uno de los cuatro acorazados rusos capturados por los japoneses durante la Batalla de Tsushima el 27-28 de mayo de 1905.
Posteriormente sirvió en la Armada Imperial Japonesa como Okinoshima (沖ノ島?) hasta que fue retirado del servicio el 1 de abril de 1922, utilizado como buque escuela para el Cuerpo de Marines de Sasebo, hundido en 1924, y vendido como monumento en 1925 a la «Sociedad de Preservación de Reliquias de Guerra de la Batalla del Mar de Japón», que planeaba transformarlo en un barco museo ubicado en Tsuyazaki, Fukuoka, que conmemora la victoria japonesa en la Batalla de Tsushima. El barco encalló, sufrió graves daños durante una tormenta y fue desguazado en 1939.
Tenía sólo tres cañones (una sola torreta en popa, como se muestra en la fotografía), en lugar de sus barcos gemelos, que estaban equipados con cuatro cañones.

## Historial

### Carrera rusa
Fue asignado a la flota del Báltico en agosto de 1899. Tras comenzar su servicio, realizó una campaña de visita oficial a Copenhague (Reino de Dinamarca), llegando entre el 16 y el 28 de agosto. Permaneció allí hasta el 14 de septiembrejul./ 26 de septiembre de 1899greg. antes de dirigirse de vuelta a Kronstadt.
Entre el 12 y el 24 de noviembre partió hacia Libava, donde permaneció en invierno. Como resultado de determinar que el barco estaba siendo arrastrado más al sur debido al mal tiempo, encalló a las 3 AM del 13 al 25 de noviembre en la parte sureste de la isla de Gogland. El General-Almirante Apraksin fue empujado hacia arriba por una roca, dejando un agujero de unos 27 metros cuadrados en el fondo del barco, causando la entrada de unas 700 toneladas de agua. Fue capaz de abandonar el terreno en abril del año siguiente, llegando a Kronstadt el 18 de mayo para ser reparado.
El 3 de febrerojul./ 16 de febrero de 1905greg., fue asignado al Destacamento Separado de Buques, luego renombrado, 3.º Escuadrón del Pacífico, bajo el mando del contralmirante Nikolái Nebogatov, para apoyar al 2.º Escuadrón que ya se encontraba en ruta al Mar del Japón.
Participó en la batalla de Tsushima en la segunda línea, como toda la fuerza de Nebogatov abanderada por el Imperator Nikolái I. En la mañana del 28 de mayo, viendo que los mejores buques rusos habían sido destruidos por las fuerzas japonesas, el contraalmirante Nebogatov decidió negociar la rendición del 3.º Escuadrón, siendo varios buques de la escuadra tomados como trofeo de guerra, ya que no habían llegado a tomar parte en la batalla, caso del General-Almirante Apraksin y su buque gemelo, el Almirante Siniavin.
El 31 de agostojul./ 13 de septiembre de 1905greg. fue retirado oficialmente de la lista de la Armada Imperial Rusa.

### Carrera japonesa
El 6 de junio de 1905 fue incluido en la lista general de la Armada Imperial Japonesa con el nombre toponímico de Okinoshima (沖ノ島?), en referencia a la mayor isla del lago Biwa, llamada Okinoshima (沖ノ島?) u Okishima (沖島?), nombre de mayor uso en la actualidad. El mismo día fueron incorporados a la armada japonesa los buques blindados Iwami (石見?) (ex-Oriol), Iki (壱岐?) (ex-Imperator Nikolái I), Mishima (見島?) (ex-Almirante Siniavin) y el destructor  Satsuki (皐月?) (ex-Biedovi).
El Okinoshima fue asignado al 7.º Escuadrón de la 4.ª Flota, que se estaba preparando para la invasión japonesa de Sajalín, (llamada por los japoneses, Operación Karafuto (樺太作戦?), con la que esperaban llegar a negociaciones de paz más ventajosas sobre la isla que se repartían ambos imperios desde el establecimiento de relaciones. Al no contar Rusia con una fuerza naval real en la zona, la misión del 7.ª Escuadrón de escolta de las naves de desembarco se llevó a cabo sin mayores complicaciones.
Tras el fin de la guerra ruso-japonesa, se sustituyó su armamento, aunque siguió contando con sólo tres cañones, uno menos que su buque gemelo, el Mishima.
Con la participación de Japón durante la Primera Guerra Mundial, la armada japonesa se dedicó a aumentar la influencia en el Pacífico tomando las posesiones alemanas en ese lugar del Mundo. En el caso del Okinoshima, fue destinado a labores de patrullaje en las costas chinas frente a Qingdao, una ciudad china concedida a Alemania (véase Extraterritorialidad en China).
El 1 de abril de 1922 fue retirado de la lista de la armada. El barco fue anclado en la base naval de Sasebo y utilizado para entrenamientos del Cuerpo de Marines acuartelados en la ciudad. Tras ser dañado en una tormenta, fue completamente descartado de los bienes militares en 1924 y vendido a la «Sociedad de Preservación de Reliquias de Guerra de la Batalla del Mar de Japón» al año siguiente para transformarlo en un barco museo.
Finalmente encalló y fue completamente desguazado en 1939.